# Hutnik Kraków
L'Hutnik Kraków, noto in passato anche come Hutnik Nowa Huta, è una società calcistica polacca di Nowa Huta, un quartiere di Cracovia. Milita in II liga, la terza serie del campionato polacco di calcio. Ha partecipato per sette stagioni consecutive (dal 1990-1991 al 1996-1997) alla I liga, allora massima serie nazionale.

## Storia
Fondato nel 1950, ha militato dal 1990 al 1997 in I liga, l'allora massima divisione calcistica polacca, in cui ha ottenuto come miglior risultato il 3º posto nella stagione 1995-1996, che le garantì l'accesso alla Coppa UEFA 1996-1997. Nel torneo continentale di quella stagione, l'Hutnik superò gli azeri del Khazri Buzovna (9-0 all'andata e 2-2 al ritorno) ed i cechi del Sigma Olomouc (0-1 all'andata e 3-1 al ritorno), ma fu eliminata ai trentaduesimi di finale dal Monaco (0-1 all'andata e 1-3 al ritorno). Nel 2010 il club si sciolse per problemi finanziari e fu rifondato con la denominazione attuale, ripartendo dalla IV liga e venendo promosso in III liga al termine della stagione 2011-2012.

## Palmarès

### Competizioni nazionali
- Campionato polacco di seconda divisione: 1

1989-1990

### Altri piazzamenti
- Campionato polacco:

Terzo posto: 1995-1996
- Coppa di Polonia:

Semifinalista: 1989-1990